# XXXXIV. Armeekorps (Wehrmacht)
Das XXXXIV. (44.) Armeekorps war ein Großverband der Wehrmacht, das während des Zweiten Weltkrieges im Juni 1940 beim Westfeldzug und im folgenden Jahr 1941 bis zum August 1944 an der südlichen Ostfront eingesetzt wurde.

## Geschichte
Das Generalkommando XXXXIV. A.K. wurde am 15. April 1940 im Wehrkreis XVII aufgestellt und nahm im Abschnitt der 6. Armee am Westfeldzug teil. Nach dem Durchbruch über die Aisne folgte der Vorstoß zur Loire und die Besetzung von Orléans. Im Juli 1940 wurde das Korps ins Generalgouvernement (Polen) verlegt und dort der 4. Armee unterstellt.

### 1941
Nach Anlaufen der Operation Barbarossa (Juni 1941) der 6. Armee unterstellt, erkämpfte das XXXXIV. Armeekorps mit der zugeteilten 9., 262., 297. und 57. Infanteriedivision den westlichen Bug bei Sokal und Kristinopol. Die Truppen waren während der Panzerschlacht bei Dubno-Luzk-Riwne im Raum Brody starken Gegenangriffen durch das sowjetische 15. mechanische Korps ausgesetzt. Nach deren Abwehr wurde der Vormarsch in Richtung auf Kasatin fortgesetzt.
Im August 1941 war das Korps während der Kesselschlacht bei Uman der Panzergruppe 1 unterstellt und rückte nach den dortigen Kämpfen zum Dnjepr vor. Im September 1941 der 17. Armee zugeteilt, sicherte das Korps im Verband der Gruppe Schwedler während der Kesselschlacht um Kiew mit der 68. und 297. Infanteriedivision den Dnjepr-Abschnitt im Raum Tscherkassy.

### 1942
Vom 18. bis 30. Januar 1942 wurde das Korps durch den Generalangriff Timoschenkos in der Barwenkowo-Losowajaer Operation durch Truppen der Südfront (unter Malinowski) beidseitig von Isjum über den Donez zurückgeworfen. In der folgenden Kesselschlacht von Charkow nahm das Korps ab 17. Mai an der erfolgreichen Gegenoffensive „Fridericus“ teil, zugeteilt waren dabei die 97. und 101. leichte –, sowie die 384. Infanterie-Division.
Bei der deutschen Sommeroffensive drang das Korps im Juli 1942 aus dem Raum Slawjansk über den unteren Don bei Konstantinowsk in den Kaukasus ein. Nach dem Vormarsch in Richtung auf Maikop versuchte es vergeblich nach Tuapse zum Schwarzen Meer durchzubrechen. Über die Kampfhandlungen dort verschaffte sich Ernst Jünger ein Bild und berichtet darüber in seinen Kaukasischen Aufzeichnungen.

### 1943
Im Frühjahr 1943 wurde das Generalkommando auf den Kuban-Brückenkopf zurückgezogen. Im Juli 1943 weiter auf die Taman-Halbinsel zurückgedrängt, waren dem Generalkommando neben der 97. und 101. Jägerdivision, die 79., 98., 125. Infanteriedivision auch mehrere rumänische Divisionen unterstellt.
Nach der Räumung des Kuban-Brückenkopfes wurde das Generalkommando Anfang Oktober 1943 im unteren Dnjeprbogen während der Kämpfe in der Nogaischen Steppe wieder der 6. Armee zugeteilt.

### 1944
In der Beresnegowatoje-Snigirjower Operation führten Truppen der sowjetischen 6. Armee, der 5. Stoßarmee und die 28. Armee Angriffe gegen den rechten Flügel (LXXII. und XXXXIV. Armeekorps) der 6. Armee durch: Am 13. März 1944 ging die Stadt Cherson und am 28. März Nikolajew an Truppen der 4. Ukrainischen Front verloren. Am 12. April fiel Tiraspol an die sowjetische 37. Armee und das 82. Schützenkorps, dazu wurde von der Roten Armee bis zum 14. ein Brückenkopf am westlichen Dnjestr-Ufer etabliert. Während der Operation Jassy-Kischinew (August 1944) waren dem letzten Kommandierenden General, Müller, die 62., 258., 282. und 335. Infanterie-Division unterstellt. Das Korps wurde im Verband der 6. Armee durch Truppen der 3. Ukrainischen Front aus Raum Dubossary angegriffen, nach Kischinew zurückgedrängt und im dortigen Kessel zerschlagen.

## Führung
Kommandierende Generale
| Rang                   | Name                  | Von               | Bis               |
| ---------------------- | --------------------- | ----------------- | ----------------- |
| General der Infanterie | Friedrich Koch        | 15. April 1940    | 10. Dezember 1941 |
| Generalleutnant        | Otto Stapf            | 1. Januar 1942    | 26. Januar 1942   |
| General der Artillerie | Maximilian de Angelis | 26. Januar 1942   | 30. November 1943 |
| Generalleutnant        | Friedrich Köchling    | 30. November 1943 | 15. Januar 1944   |
| General der Artillerie | Maximilian de Angelis | 15. Januar 1944   | 8. April 1944     |
| Generalleutnant        | Ludwig Müller         | 8. April 1944     | 21. August 1944   |

Generalleutnant Ludwig Müller wurde nach seiner Gefangennahme Mitglied des Nationalkomitee Freies Deutschland.

## Unterstellungen
- Juni 41 – Juli 42 Heeresgruppe Süd
- August 1942 – April 1944 Heeresgruppe A
- Mai – August 1944 Heeresgruppe Südukraine